# Stone Ridge, Antarktis
Stone Ridge är en bergstopp i Antarktis. Den ligger i Östantarktis. Nya Zeeland gör anspråk på området. Toppen på Stone Ridge är 1 592 meter över havet, eller 239 meter över den omgivande terrängen. Bredden vid basen är 3,8 km.
Terrängen runt Stone Ridge är kuperad åt nordost, men åt sydväst är den bergig. Trakten är obefolkad. Det finns inga samhällen i närheten. 